# Maria-Irena Paleolog
Maria-Irena Paleolog (gr.) Ειρήνη Παλαιολογίνα (ur. 1327, zm. po 1356) – córka cesarza bizantyńskiego Andronika III Paleologa i Anny Sabaudzkiej. 

## Życiorys
W 1336 roku poślubiła Michała Asena (1321-1354), syna Iwana Aleksandra, cara bułgarskiego w latach 1331–1371. Jej mąż poległ w 1354 roku w walkach z Turkami. 